# Ekstraliga polska w rugby union (2020/2021)
Ekstraliga polska w rugby union (2020/2021) – sześćdziesiąty piąty sezon najwyższej klasy rozgrywek ligowych rugby union drużyn piętnastoosobowych mężczyzn w Polsce. Tytuł mistrza Polski po raz jedenasty w historii zdobyło Ogniwo Sopot, które w finale pokonało Master Pharm Rugby Łódź. Trzecie miejsce zajął Orkan Sochaczew. 

## System rozgrywek
Rozgrywki zaplanowano w systemie jesień – zima i podzielono na dwie fazy: zasadniczą i finałową. 
W fazie zasadniczej wszystkie drużyny ligi rozgrywały mecze systemem każdy z każdym, mecz i rewanż (runda jesienna i runda wiosenna). Za zwycięstwo drużyna otrzymywała 4 punkty, za remis 2 punkty, a za porażkę 0 punktów. Ponadto można było otrzymać 1 punkt bonusowy – za zdobycie co najmniej 4 przyłożeń lub za porażkę nie więcej niż siedmioma punktami. Walkower oznaczał wynik 25:0 oraz przyznanie zwycięskiej drużynie 5 punktów, a przegranej odjęcie 1 punktu. W przypadku równej ilości dużych punktów w tabeli ligowej, o klasyfikacji miały decydować kolejno: bilans bezpośrednich spotkań (mała tabela, uwzględniająca również punkty bonusowe), korzystniejszy bilans małych punktów, większa liczba zdobytych małych punktów, mniejsza liczba wykluczeń definitywnych, mniejsza liczba wykluczeń czasowych, losowanie.
W fazie finałowej rozegrano dwa spotkania: drużyny sklasyfikowane na pierwszym i drugim miejscu tabeli fazy zasadniczej spotkały się w meczu finałowym, którego stawką jest mistrzostwo Polski, a drużyny z trzeciego i czwartego miejsca – w meczu o trzecie miejsce. Gospodarzami tych spotkań były w obu przypadkach drużyny sklasyfikowane na wyższych miejscach w tabeli ligowej (czyli odpowiednio drużyny z pierwszego i trzeciego miejsca). Ostatnia drużyna Ekstraligi rozegrała mecz barażowy o prawo do gry w Ekstralidze w kolejnym sezonie ze zwycięzcą I ligi. Gospodarzem tego spotkania była drużyna, która broniła się przed spadkiem z Ekstraligi. W przypadku remisu w tych spotkaniach o zwycięstwie miała decydować 30-minutowa dogrywka, a następnie konkurs kopów na bramkę. 
Podczas meczu w każdej drużynie na boisku musiało przebywać przez cały czas co najmniej 12 zawodników polskich (redukując w ten sposób liczbę obcokrajowców do trzech jednocześnie). Ponadto wprowadzono wymóg, aby w składzie drużyny wpisanym do protokołu zawodów (łącznie z rezerwowymi) znalazło się co najmniej trzech zawodników urodzonych w 1997 lub młodszych, w tym co najmniej jeden urodzony w 1999 lub młodszy. Począwszy od rundy wiosennej wymóg trzech zawodników dotyczył graczy urodzonych najwcześniej w 1998, przy czym co najmniej dwóch musiało być urodzonych najwcześniej w 2000, a co najmniej jeden musiał być zawodnikiem pierwszej linii młyna.

## Uczestnicy rozgrywek
Do rozgrywek zgłoszono 10 drużyn (wszystkie 9 drużyn Ekstraligi i zwycięzca I ligi z poprzedniego sezonu):
| Drużyna                 | Lokata w poprzednim sezonie Ekstraligi |
| ----------------------- | -------------------------------------- |
| Master Pharm Rugby Łódź | 1                                      |
| Ogniwo Sopot            | 2                                      |
| Awenta Pogoń Siedlce    | 3                                      |
| Juvenia Kraków          | 4                                      |
| Skra Warszawa           | 5                                      |
| Lechia Gdańsk           | 6                                      |
| Orkan Sochaczew         | 7                                      |
| Edach Budowlani Lublin  | 8                                      |
| Arka Gdynia             | 9                                      |
| Sparta Jarocin          | 1 w I lidze                            |

Dla Sparty Jarocin był to pierwszy w historii klubu sezon na tym poziomie rozgrywek.

## Faza zasadnicza
Przed sezonem faworytów rozgrywek upatrywano w dwóch drużynach, które od kilku lat rywalizowały o tytuł mistrzowski: Ogniwo Sopot (mistrz z 2019) i Master Pharm Rugby Łódź (najlepsza drużyna z przerwanego sezonu 2019/2020). Do faworytów zaliczano także Skrę Warszawa, która przed sezonem dokonała poważnych wzmocnień swojego składu (m.in. pozyskała z Łodzi Daniela Gdulę). Nowych sponsorów pozyskała drużyna Budowlanych Lublin, która także ściągnęła kilku nowych zawodników i była uważana za kandydata do walki o wyższe lokaty. Zaplanowano transmisje jednego lub dwóch meczów z każdej kolejki rundy jesiennej w telewizji Polsat Sport Fight. Z powodu pandemii COVID-19 w polskiej lidze mogli pojawić się w tym sezonie zawodnicy, którzy w innych warunkach graliby w swoich rodzimych rozgrywkach – w ich krajach jednak kryzys był głębszy. Niemniej pod koniec rundy jesiennej pandemia dotknęła także polską ligę – po zakażeniach stwierdzonych na zgrupowaniu reprezentacji odwołano ósmą kolejkę spotkań, nie doszło też do skutku kilka spotkań z innych kolejek. Zostały one przełożone na wiosnę, a najlepszą drużyną jesieni było niepokonane w lidze Ogniwo Sopot. W rundzie wiosennej transmisje spotkań prowadzono na platformie HbbTV telewizji TVP Sport, a transmisję meczu finałowego – w otwartym kanale tej stacji. 
Ostatecznie prawo gry w finale zapewniły sobie drużyny obrońców tytułu, Ogniwa Sopot, oraz Master Pharm Rugby Łódź, natomiast do meczu o trzecie miejsce awansowały Skra Warszawa i Orkan Sochaczew, który zapewnił sobie awans w ostatniej kolejce, pokonując Awentę Pogoń Siedlce. Ostatnie miejsce w tabeli, oznaczające konieczność gry w barażu o utrzymanie przeciwko mistrzowi pierwszej ligi, zajęła Sparta Jarocin.
Wyniki spotkań:
|                         | Master Pharm Rugby Łódź | Ogniwo Sopot | Awenta Pogoń Siedlce | Juvenia Kraków | Skra Warszawa | Lechia Gdańsk | Orkan Sochaczew | Edach Budowlani Lublin | Arka Gdynia | Sparta Jarocin |
| Master Pharm Rugby Łódź | –                       | 10:20        | 49:10                | 39:10          | 27:16         | 44:17         | 21:6            | 34:10                  | 83:7        | 76:7           |
| Ogniwo Sopot            | 10:16                   | –            | 46:21                | 52:7           | 23:20         | 52:27         | 26:5            | 34:14                  | 40:10 (wo.) | 70:0           |
| Awenta Pogoń Siedlce    | 18:18                   | 17:18        | –                    | 33:12          | 27:31         | 29:13         | 10:34           | 24:17                  | 42:8        | 71:10          |
| Juvenia Kraków          | 10:47                   | 3:27         | 21:19                | –              | 29:45         | 27:26         | 27:27           | 17:20                  | 17:23       | 44:24          |
| Skra Warszawa           | 37:13                   | 9:18         | 27:20                | 39:15          | –             | 29:9          | 29:17           | 48:32                  | 67:7        | 45:20          |
| Lechia Gdańsk           | 21:52                   | 24:31        | 33:29                | 38:5           | 12:13         | –             | 25:19           | 25:0 (wo.)             | 16:15       | 33:21          |
| Orkan Sochaczew         | 7:26                    | 34:17        | 27:48                | 27:5           | 15:31         | 29:29         | –               | 37:31                  | 66:0        | 48:7           |
| Edach Budowlani Lublin  | 7:16                    | 10:26        | 20:14                | 6:12           | 17:19         | 20:18         | 13:39           | –                      | 47:34       | 44:10          |
| Arka Gdynia             | 22:35                   | 24:50        | 27:26                | 26:47          | 38:17         | 25:21         | 12:32           | 20:38                  | –           | 55:16          |
| Sparta Jarocin          | 7:41                    | 12:32        | 12:48                | 25:24          | 10:57         | 19:54 (wo.)   | 16:22           | 15:26                  | 18:13       | –              |

Tabela (w kolorze zielonym wiersze z drużynami, które awansowały do fazy finałowej, w kolorze żółtym drużyna, która grała w barażu o pozostanie w Ekstralidze):
| Pozycja | Drużyna                 | Mecze | Wygrane | Remisy | Porażki | Bilans punktów | Punkty bonusowe | Punkty razem |
| ------- | ----------------------- | ----- | ------- | ------ | ------- | -------------- | --------------- | ------------ |
| 1.      | Ogniwo Sopot            | 18    | 16      | 0      | 2       | 592:264        | 13              | 77           |
| 2.      | Master Pharm Rugby Łódź | 18    | 15      | 1      | 2       | 647:242        | 11              | 73           |
| 3.      | Skra Warszawa           | 18    | 14      | 0      | 4       | 579:349        | 10              | 64           |
| 4.      | Orkan Sochaczew         | 18    | 9       | 2      | 7       | 491:373        | 11              | 51           |
| 5.      | Awenta Pogoń Siedlce    | 18    | 7       | 1      | 10      | 506:423        | 13              | 43           |
| 6.      | Lechia Gdańsk           | 18    | 7       | 1      | 10      | 454:488        | 12              | 42           |
| 7.      | Edach Budowlani Lublin  | 18    | 7       | 0      | 11      | 402:442        | 9               | 36           |
| 8.      | Juvenia Kraków          | 18    | 5       | 1      | 12      | 332:543        | 6               | 28           |
| 9.      | Arka Gdynia             | 18    | 5       | 0      | 13      | 366:678        | 6               | 25           |
| 10.     | Sparta Jarocin          | 18    | 2       | 0      | 16      | 249:833        | 1               | 8            |

Uwagi: Skrze Warszawa odjęto dwa punkty w tabeli z powodu niespełnienia wymogu obecności w składzie młodzieżowców w meczach przeciwko Master Pharm Rugby Łódź i Ogniwu Sopot. Edachowi Budowlanym Lublin już po zakończeniu sezonu za drugi walkower odjęto 10 punktów, jednak Komisja Odwoławcza na początku kolejnego sezonu anulowała tę decyzję.

## Faza finałowa

### Mecz o trzecie miejsce
Mecz o trzecie miejsce toczył się w szybkim tempie, ale na pierwsze punkty trzeba było czekać pół godziny. Do przerwy prowadził Orkan Sochaczew 10:0. Po przerwie, choć gracze Skry mieli szanse, jedyne punkty zdobyła drużyna z Sochaczewa i ona wygrała 17:0. Najlepszym zawodnikiem meczu uznano Artura Fursenko z drużyny Orkana.
Wynik meczu o trzecie miejsce:
| 3 lipca 202116:00 | OKS Skra Warszawa                                                     | 0:17(0:10) | RC Orkan Sochaczew              | Stadion OSiR Bemowo, Warszawa Sędzia: Dominik Jastrzębski |
| 3 lipca 202116:00 | Pieter Steenkamp 7 (2pd K), Artur Fursenko 5 (P), Adrian Pętlak 5 (P) | 0:17(0:10) |                                 | Stadion OSiR Bemowo, Warszawa Sędzia: Dominik Jastrzębski |
| 3 lipca 202116:00 | Cyprian Majcher                                                       | 0:17(0:10) | Radosław Rakowski · Adam Szwarc | Stadion OSiR Bemowo, Warszawa Sędzia: Dominik Jastrzębski |

### Finał
Mecz finałowy był zaciętym spotkaniem, w których większość punktów zdobyli dla obu drużyn Wojciech Piotrowicz i Michał Kępa z rzutów karnych. Jedyne przyłożenie pod koniec pierwszej połowy zdobył dla Ogniwa Robert Olszewski.
Wynik finału:
| 4 lipca 202115:00 | MKS Ogniwo Sopot    | 19:15(13:6) | Master Pharm Rugby Łódź                                | Stadion Miejski im. Edwarda Hodury, Sopot Sędzia: Łukasz Jasiński |
| 4 lipca 202115:00 | Michał Kępa 15 (5K) | 19:15(13:6) | Wojciech Piotrowicz 14 (pd 4K), Robert Olszewski 5 (P) | Stadion Miejski im. Edwarda Hodury, Sopot Sędzia: Łukasz Jasiński |
| 4 lipca 202115:00 | Marcin Wilczuk      | 19:15(13:6) | Krystian Pogorzelski                                   | Stadion Miejski im. Edwarda Hodury, Sopot Sędzia: Łukasz Jasiński |

| Skład: 1. Thomas Fidler, 2. Jakub Burek, 3. Radosław Bysewski, 4. Irakli Ciwciwadze, 5. Jan Mroziński, 6. Władysław Grabowski, 7. Adam Piotrowski, 8. Piotr Zeszutek, 9. Mateusz Plichta, 10. Wojciech Piotrowicz, 11. Ołeksandr Czasowski, 12. Wiaan Griebenow, 13. Dwayne Burrows, 14. Robert Olszewski, 15. Roman Żuk, rezerwowi: 16. Marek Zając, 17. Marcin Wilczuk, 18. Dmytro Mokrecow, 19. Wiktor Wilczuk, 20. Stanisław Powała-Niedźwiecki, 21. Kacper Drewczyński, 22. Mateusz Mrowca, 23. Paul Walters | Skład: 1. Witalij Kramarenko, 2. Cezary Plesiński, 3. Toma Mczedlidze, 4. Piotr Karpiński, 5. Ołeksandr Szewczenko, 6. Paweł Kotasa, 7. Krzysztof Justyński, 8. Michał Mirosz, 9. Dawid Plichta, 10. Michał Kępa, 11. Paweł Urbaniak, 12. Adrian Seerane, 13. Przemysław Dobijański, 14. Damian Wlaźlak, 15. Krystian Pogorzelski, rezerwowi: 16. Dawit Nibladze, 17. Tevita Soafa, 18. Robert Kacprowicz, 19. Grzegorz Dułka, 20. Maciej Orłowski, 21. Przemysław Serafin, 22. Kamil Brzozowski, 23. Roy Lolesio |

## Klasyfikacja końcowa
Tabela:
| Pozycja | Drużyna                 |
| ------- | ----------------------- |
| 1.      | Ogniwo Sopot            |
| 2.      | Master Pharm Rugby Łódź |
| 3.      | Orkan Sochaczew         |
| 4.      | Skra Warszawa           |
| 5.      | Pogoń Siedlce           |
| 6.      | Lechia Gdańsk           |
| 7.      | Budowlani Lublin        |
| 8.      | Juvenia Kraków          |
| 9.      | Arka Gdynia             |
| 10.     | Sparta Jarocin          |

## Statystyki
Najskuteczniejszym graczem Ekstraligi był gracz Master Pharm Rugby Łódź Michał Kępa z dorobkiem 232 punktów. 

## I liga i II liga
Oprócz Ekstraligi istnieją dwa niższe poziomy ligowe: I i II liga. Na obu tych poziomach do rozgrywek zgłosiło się po sześć drużyn (w II lidze ostatecznie przystąpiło do gry pięć zespołów). Beniaminkami w I lidze były Posnania Poznań, która zwyciężyła II ligę w poprzednim sezonie, oraz Arka Rumia, która zajęła w II lidze drugie miejsce, ale awansowała poziom wyżej z powodu decyzji Miedziowych Lubin – mimo utrzymania się w I lidze, zdecydowali się na grę w II lidze. Z kolei do gry w II lidze zgłosiły się dwie nowe drużyny: wracający do rozgrywek ligowych po przerwie KS Budowlani Łódź i druga drużyna ekstraligowej Juvenii Kraków.
W I lidze rozgrywki podzielono na dwie fazy. W fazie zasadniczej drużyny grały każdy z każdym, mecz i rewanż. W fazie finałowej drużyny podzielono na dwie grupy po trzy zespoły, w ramach których drużyny grały każdy z każdym po jednym spotkaniu (początkowo planowano mecz i rewanż), a klasyfikowane były bez uwzględniania dorobku punktowego z poprzedniej fazy. W grupie play-off wystąpiły trzy najlepsze drużyny fazy zasadniczej, które walczyły o mistrzostwo I ligi i prawo do gry w barażu o awans do Ekstraligi, a w grupie play-out trzy najsłabsze drużyny fazy zasadniczej, które broniły się przed spadkiem do drugiej ligi (automatycznie spada najsłabsza drużyna, chyba że mistrz II ligi nie zdecyduje się na awans – wówczas rozgrywany jest baraż z wicemistrzem II ligi). W II lidze odbyła się tylko jedna faza rozgrywek systemem ligowym: każdy z każdym, mecz i rewanż.
Mistrzem I ligi została Posnania Poznań, dzięki czemu awansowała do meczu barażowego o prawo gry w kolejnym sezonie Ekstraligi. Z kolei ostatnie miejsce zajęła Wataha Zielona Góra, spadając do II ligi. Mistrzem II ligi zostały rezerwy Juvenii Kraków, ponieważ jednak zgodnie z regulaminem nie mogły awansować poziom wyżej, do I ligi awansowali KS Budowlani Łódź. Z rozgrywek na tym poziomie wycofała się na dwie kolejki przed końcem Mazovia Mińsk Mazowiecki.
Końcowa klasyfikacja I i II ligi:
| I liga                 | II liga                     |
| ---------------------- | --------------------------- |
| 1. Posnania Poznań     | 1. Juvenia II Kraków        |
| 2. Rugby Białystok     | 2. KS Budowlani Łódź        |
| 3. AZS AWF Warszawa    | 3. Rugby Ruda Śląska        |
| 4. Arka Rumia          | 4. Mazovia Mińsk Mazowiecki |
| 5. Legia Warszawa      | 5. Miedziowi Lubin          |
| 6. Wataha Zielona Góra |                             |

## Baraż o Ekstraligę
W meczu barażowym o Ekstraligę broniąca się przed spadkiem i grająca na własnym boisku Sparta Jarocin uległa mistrzowi I ligi, Posnanii Poznań, która dzięki temu wywalczyła prawo do gry w Ekstralidze w kolejnym sezonie.
Wynik barażu:
| 4 lipca 202116:00 | KR Sparta Jarocin     | 3:17(3:10) | KS Posnania Poznań                                                                   | Stadion Miejski, Jarocin Sędzia: Mateusz Ingarden |
| 4 lipca 202116:00 | Kacper Włodarek 3 (K) | 3:17(3:10) | Michał Hebda 5 (P), Jesús Canizales 5 (P), Dawid Najdul 5 (P), Oskar Dębiński 2 (pd) | Stadion Miejski, Jarocin Sędzia: Mateusz Ingarden |
| 4 lipca 202116:00 | Władysław Korotun     | 3:17(3:10) | Przemysław Przybyła                                                                  | Stadion Miejski, Jarocin Sędzia: Mateusz Ingarden |

## Rozgrywki młodzieżowe
W zakończonych w 2021 rozgrywkach w kategoriach młodzieżowych mistrzostwo Polski zarówno wśród juniorów, jak i kadetów zdobyły drużyny KS Budowlanych Commercecon Łódź.